# Saleux Communal Cemetery
Saleux Communal Cemetery is een begraafplaats gelegen in de Franse plaats Saleux (Somme). De militaire graven worden onderhouden door de Commonwealth War Graves Commission.
De begraafplaats telt 7 geïdentificeerde Gemenebest graven uit de Tweede Wereldoorlog.